# Herschbach (powiat Westerwald)
Herschbach – miejscowość i gmina w Niemczech, w kraju związkowym Nadrenia-Palatynat, w powiecie Westerwald, wchodzi w skład gminy związkowej Selters (Westerwald).

## Historia
Pierwsze wzmianki pochodzą z 1248. Obszar Herschbach był zasiedlony już w poprzednich wiekach. W 1343 Herschbach otrzymało prawa miejskie, które jednak utraciło 14 lat później. Należało m.in. do Kuno II von Falkensteina – biskupa Trewiru. Mocno zniszczone w okresie wojny trzydziestoletniej. W 1884 zbudowano linię kolejową Siershahn–Altenkirchen (Westerwald), co przyczyniło się do rozwoju miejscowości. Największy rozwój gminy przypadł na okres wydobywania kwarcytów od początku do lat 60. XX wieku. 
W trakcie reformy gminnej w 1972 Herschbach weszło w skład gminy związkowej Selters (Westerwald). Według danych z 2010 gminę zamieszkuje 2 837 osób, w tym ok. 8,5% mniejszości narodowych (głównie Turków). Ok. 55% mieszkańców jest katolikami, a ok. 19% ewangelikami. 
W 2006 zbudowano farmę wiatrową.

## Współpraca
Miejscowość partnerska:
- Pleudihen-sur-Rance, Francja od 1979

## Osoby

### urodzone w Herschbach
- Alfons Eberz - śpiewak operowy
- Bernhard Hemmerle – muzyk
- Norbert Martin - socjolog
- Herbert Schenkelberg – wysoki funkcjonariusz policji

### związane z gminą
- Edgar Köth – lokalny polityk
- Günther Beuler – sędzia
- Heinrich te Poel – katolicki proboszcz
- Hort Beckerat – fałszerz pieniędzy

## Zabytki
Wśród zabytków Herschbachu można wymienić: klasztor Marienheim, kościół farny św. Anny (St. Anna), budynek gminy ewangelickiej, kaplicę pielgrzymkową (Laurentius-Kapelle), a także ratusz. W latach 80. Bundeswehra postawiła w okolicy Herschbach szereg magazynów amunicji. Obecnie część bunkrów można wynająć. 